# Lettore (liturgia)

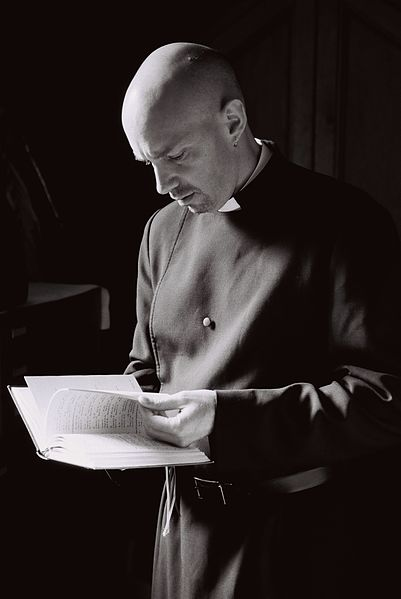
Lettore anglicano

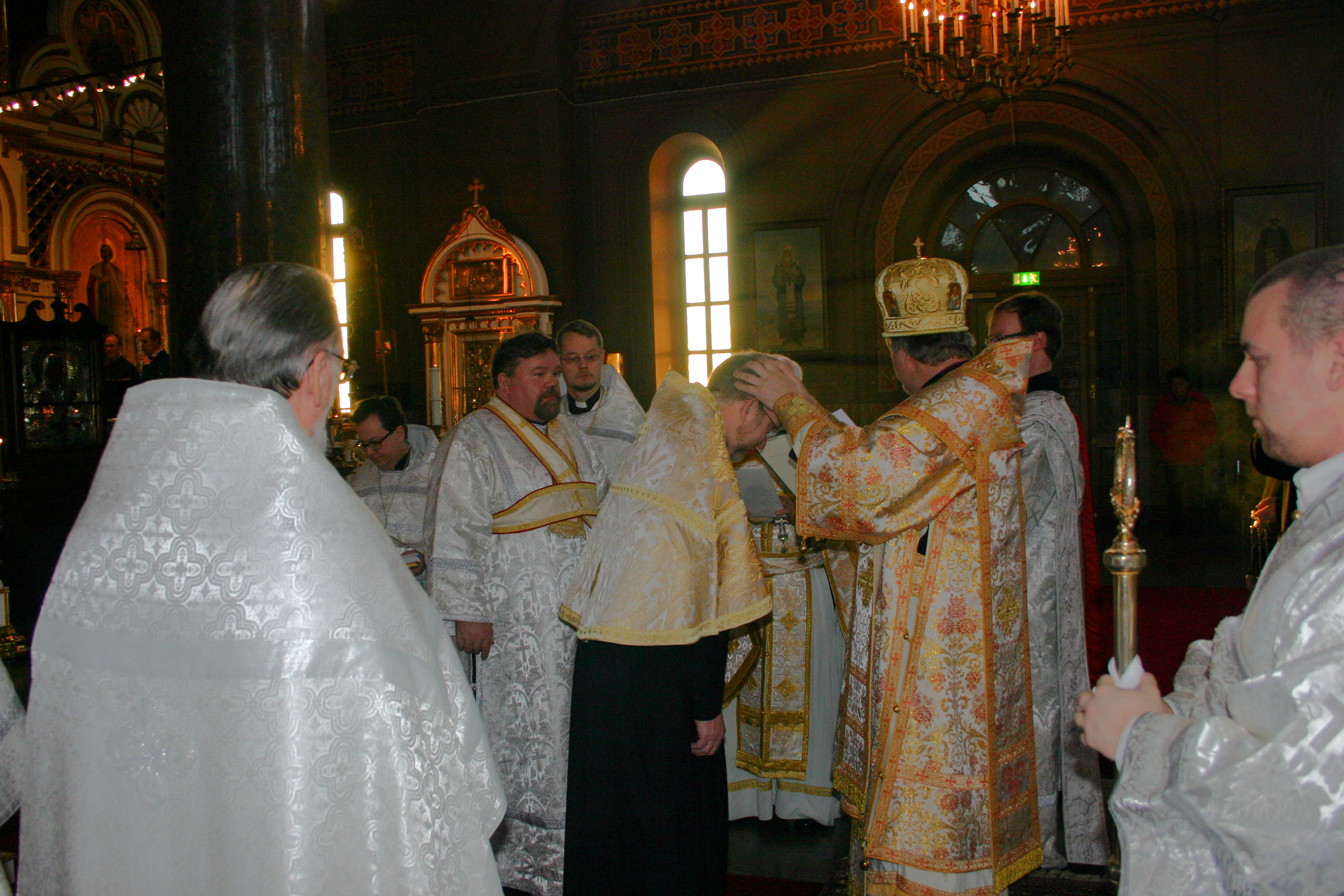
Ordinazione di un lettore in una chiesa ortodossa in Finlandia

Il lettore è la persona che in alcune chiese cristiane, come la Chiesa cattolica, la Chiesa anglicana e quella ortodossa, è incaricata di proclamare la parola di Dio e altri testi nelle celebrazioni liturgiche. Ai lettori spesso vengono affidati anche altri compiti in campo pastorale. Per l'importanza dell'ufficio del lettore, le Chiese hanno previsto un rito liturgico con cui viene conferito il lettorato.

## Significato e storia del ministero del lettore
Il lettorato è un ministero che evidenzia il rapporto esistente tra la parola di Dio e la liturgia. Secondo la teologia cristiana, la liturgia è il "luogo" privilegiato in cui la parola di Dio risuona oggi, nella Chiesa. Attraverso la proclamazione della parola di Dio nella liturgia, infatti, il Cristo risorto si fa realmente presente tra i fedeli e dona loro il suo Spirito per la glorificazione di Dio Padre e la loro santificazione. I fedeli in tal modo esercitano quel "culto spirituale" che è proprio dei veri adoratori del Padre (cfr. Gv 4,24).
Si può dire che mediante la proclamazione pubblica della Parola, avviene nella Chiesa una vera "epifania" (= manifestazione) del Signore, che si rende presente tra i fedeli convocati dalla medesima Parola (= il Verbo incarnato) per professare e crescere nella fede e celebrare il mistero pasquale. In forza della presenza reale e operante del Signore risorto, la proclamazione della Parola, nella liturgia, diventa un evento salvifico, cioè un evento che rende attuale la salvezza per chi vi partecipa. In altri termini, quando colui che legge fa risuonare tra i fratelli la parola di Dio, non racconta una storia del passato, ma annuncia un "mistero" (= evento di salvezza) che si realizza per quanti l'ascoltano con attenzione e l'accolgono con fede.
La prima attestazione del termine e delle funzioni del lettore appare soltanto nel II secolo con Giustino (ca 150), il quale afferma che alla domenica, essendo i cristiani riuniti per celebrare il memoriale del Signore, vale a dire l'Eucaristia, "si fa la lettura delle memorie degli apostoli e degli scritti dei profeti sin che il tempo lo permette. Quando il lettore (o anaginóskon = colui che legge) ha terminato, colui che presiede tiene un discorso per ammonire ed esortare all'imitazione di questi buoni esempi" (1 Apologia, 67). Non sappiamo se esistesse già allora un lettorato istituito, come apparirà tra la fine del II e l'inizio del III secolo in Tertulliano e in Ippolito Romano. Per quest'ultimo Autore il lettorato è un ministero distinto dall'ordinazione, in quanto afferma: "Il lettore è costituito dal fatto che il vescovo gli consegna il libro, poiché egli non riceve l'imposizione delle mani (Traditio apostolica, XII), quest'ultima infatti caratterizza le ordinazioni.
Un'ordinazione vera e propria sembra invece essere praticata a Cartagine verso la metà del III secolo, ai tempi del vescovo Cipriano (Ep. 29). Costì esistevano due categorie di lettori: i lectores doctorum audientium, che coadiuvavano i presbiteri nella preparazione dei catecumeni; e i lectores propriamente detti, che erano istituiti dal vescovo con il parere di tutta la comunità, facevano parte del clero e ricevevano il sostentamento della Chiesa. Alcuni lettori venivano istituiti con l’intenzione di un futuro passaggio all'ordine del presbiterato.
Nello stesso tempo, a Roma, papa Cornelio, in una lettera del 351 indirizzata a Fabio, vescovo di Antiochia, elencando i gradi della gerarchia, nomina anche i lettori (Ep. ad Fabium riportata da Eusebio di Cesarea in Hist. eccl. VI, 33). Una specifica ordinazione dei lettori è riferita anche dai libri liturgici del tempo di Gregorio Magno (secoli VII-VIII). Un rito specifico per l'ordinazione dei lettori compare nell'Ordo romanus 35, che è dell'XI secolo. Esso afferma che, se un padre di famiglia destina uno dei suoi figli al lettorato, comincia a dargli l'istruzione sufficiente, poi lo propone al papa per l'ordinazione. Il Sommo Pontefice fissa un giorno perché il candidato faccia la lettura in pubblico nelle vigilie notturne, perché si possano valutare le sue capacità. Se il giudizio è positivo, il papa benedice il fanciullo e con un apposito rito, al quale partecipa la comunità, lo costituisce lettore (cit. da A. G. Martimort in La Chiesa in preghiera, Desclée, 1963, p. 638).
Per il compimento del loro ufficio i lettori avevano una conoscenza approfondita della Bibbia, anche mnemonica, erano custodi dei libri sacri e degli archivi in cui erano conservati; spesso erano gli scrittori del vescovo e insegnavano ai catecumeni. Troviamo il loro più alto elogio nell'Ambrosiaster: «I lettori possono essere (considerati) pastori, perché nutrono il popolo che ascolta» (cit. da A. Quacquarelli, Retorica e liturgia antenicena, Roma, 1960, pp. 52-57).
Osserva don Giacomo Sgroi:
La figura del lettore fu volentieri vista come la porta di ingresso nel clero e quindi la via di accesso a ulteriori gradi, in particolare quello del presbiterato. Anche se vi furono lettori che probabilmente rimasero tali per tutta la vita, tuttavia era normale che, quando nel presbiterio si aveva un posto vacante, il candidato a occuparlo fosse scelto tra i lettori, ben conosciuti dalla comunità e dotati di una buona conoscenza delle Scritture, derivante dal loro stesso ufficio.»

## Il lettorato nella Chiesa cattolica
Nella Chiesa cattolica il compito di proclamare la parola di Dio nelle assemblee liturgiche è affidato a persone adulte che hanno ricevuto il ministero del lettorato (lettore istituito, al quale sono conferiti anche altri compiti) e, in mancanza di lettori istituiti, a uomini e donne che non hanno ricevuto tale ministero (lettori di fatto). Fino al 1972 il lettorato era il secondo degli ordini sacri minori, essendo conferito dopo l'ostiariato; con la lettera apostolica Ministeria quaedam di Paolo VI, datata 15 agosto 1972, il lettorato è diventato il primo ministero laicale, benché ancora riservato ai soli adulti di sesso maschile, e passaggio da compiere per poter accedere successivamente all'accolitato, al diaconato e al presbiterato.
Con la lettera apostolica Spiritus Domini del 10 gennaio 2021, papa Francesco ha esteso, per la prima volta, il ministero del lettorato anche alle donne.

### Istituzione del ministero di lettore
La Chiesa cattolica prevede il conferimento del lettorato a coloro che proclamano le letture nell'assemblea liturgica, in particolare nella Messa e nella Liturgia delle ore. A costoro viene affidata anche la preparazione dei fedeli alla comprensione della parola di Dio. Si tratta quindi di un ministero con compiti di catechista, di educazione alla vita sacramentale e di evangelizzazione. Presupposto fondamentale è la conoscenza, la mediazione e la testimonianza della parola di Dio. In mancanza di accoliti, i lettori possono svolgere il compito di ministro straordinario della Comunione e impartire alcune benedizioni che non richiedono l'ordinazione.
Il rito con cui viene conferito il lettorato è un sacramentale; esso viene conferito dal vescovo per i diocesani (dal superiore maggiore per i membri degli istituti religiosi clericali) mediante una formula di benedizione, preferibilmente durante la Messa. Segno esplicativo del ministero è la consegna del libro della Sacra Scrittura.

### Compiti del lettore nella Liturgia
Il lettore istituito svolge il proprio compito nelle celebrazioni comunitarie indossando il camice, mentre l'uso di una veste liturgica non è obbligatorio per i lettori di fatto.
Nella Liturgia delle ore è compito del lettore proclamare le letture e le preci.
Nel rito romano i compiti del lettore nella Messa sono indicati nell'attuale Ordinamento Generale del Messale Romano, come segue.
Riti iniziali

195. Giunto all’altare, fa’ con gli altri un profondo inchino. Se porta l’Evangeliario, accede all’altare e ve lo depone. Quindi va ad occupare il suo posto in presbiterio con gli altri ministri.»
Liturgia della Parola

197. In assenza del diacono, dopo l’introduzione del sacerdote, può proporre dall’ambone le intenzioni della preghiera universale.
198. Se all’ingresso o alla Comunione non si fa un canto, e se non vengono recitate dai fedeli le antifone indicate nel Messale, le può dire il lettore al tempo dovuto»
Nel rito ambrosiano i compiti del lettore sono analoghi a quelli del rito romano e precisati ai numeri 151-155 di Principi e norme per l'uso del Messale ambrosiano, con la particolarità che, prima di proclamare la prima e la seconda lettura della Messa ma non il salmo responsoriale, si rivolge al sacerdote chiedendo la benedizione con la formula "Benedicimi, padre". Inoltre, nella Messa solenne, celebrata dall'arcivescovo di Milano nella Chiesa metropolitana, un lettore proclama la prima lettura indossando il piviale, sopra il camice, mentre la seconda lettura è riservata ad un diacono (n. 358 di Principi e norme per l'uso del Messale ambrosiano.

## Il lettorato nella Chiesa anglicana
Alcune chiese della comunione anglicana hanno mantenuto o ripristinato gli ordini minori tradizionali latini, tra cui il lettorato, che viene conferito indifferentemente a uomini e donne.

## Il lettorato nella Chiesa ortodossa[3]
Il lettorato è il primo e più conosciuto dei due ordini minori conferiti dalla Chiesa ortodossa (l'altro è il suddiaconato).
Il lettore viene ordinato durante la Liturgia dal vescovo, il quale pone addosso al futuro lettore un felonio, vero o in miniatura, e recita la chirotesia. Dopo di ciò, viene chiesto al neo-lettore di leggere un brano a caso delle sante Scritture, e viene ammesso a servire la Liturgia.
Al lettore compete indossare la talare sia fuori che dentro la chiesa. Il paramento liturgico che gli è proprio è lo stichario, ma non è necessario che lo indossi, soprattutto se è nel coro.
Suoi compiti liturgici sono:
- cantare i Salmi e i testi delle Lettere, degli Atti o dell'Antico Testamento;
- leggere le Ore;
- cantare i prochimeni, i tropari, le antifone;
- cantare inni particolari richiesti durante i servizi liturgici straordinari, come Axios durante un'ordinazione;

Il lettore può anche essere un catechista o fare parte del coro.